# 山武郡東部連合耕地整理組合
山武郡東部連合耕地整理組合（さんぶぐんとうぶれんごうこうちせいりくみあい）は、1911年（明治44年）に設立された耕地整理組合である。大利根用水や両総用水に先立ち1913年（大正2年）から九十九里平野中央部（現在の横芝光町と山武市）の水田に農業用水を供給し、1951年（昭和26年）山武郡東部土地改良区と改称、2013年（平成25年）両総土地改良区に吸収合併された。

## 前史
九十九里平野は、縄文時代の海の入り江が陸地化したものであり、海岸線に平行に砂堆とその間の低地が列をなしていて、低地は多くは湿地であり潟湖が海跡湖として残されていた。このため、容易に耕作地とすることが可能であり、また極めて傾斜が少なく水を有効利用できるため水田としての利用が発達し、下総台地を水源とする栗山川／椿海の水に恵まれた中央から北東にかけての地域は早くからの穀倉地帯であった。房総台地が分水界となる南部の地域は、平野側に急峻で内陸側に緩やかな地形のため、大きな川がなく水に恵まれていたわけではないが、傾斜が少なく水の有効利用が可能なことに加え海跡湖の水を利用することもでき、農業が主たる産業であった。
近世に入り徳川家康が江戸に入府すると、膨張する江戸の食糧事情もあり新田開発が盛んになった。北東の椿海の干拓に見られる大規模な新田開発は例外としても、中小規模の開発は多かったといわれている。例えば、小説『鬼平犯科帳』で有名な長谷川平蔵は、冷や飯食いであった父宣雄が武射郡寺崎村（現在の山武市）の領地で新田開発の指揮をしていた際、起居していた庄屋の家の娘との間に儲けられた子であるともいう。もちろんこれを直ちに史実とする訳にはいかないが、江戸からさほど遠くもないということもあって、地元農民による開発のほか、このような形での開発が行われていたであろうことは疑いない。
南部では、水の確保のため雄蛇ヶ池などため池の整備などがなされたほか、漁業による発展が顕著であった。山辺郡の片貝は、進取の気質に富んだ紀州加太浦の漁民によって開かれたといわれるなど、紀州漁民の入植も盛んになった。水が少なく未利用地が多かったことから、多くの入植者の受け入れが可能だったのである。また、紀州藩主だった徳川吉宗が将軍になり、紀州商人の江戸進出があったことも大きく、2艘の網船が沖合いで左右に別れて投網し、浜辺に引き上げて漁獲する大地曳網は、多に例を見ない壮大なものだった。

## 耕地整理と揚水機場
それまでの開発は人手に頼る開発であったが、明治維新後には機械を使うことが可能となった。大政奉還直後、徳川家達静岡移封に伴い当地に封じられた太田資美の松尾藩によって鳥喰沼の干拓が企図されたが果せなかった。 それから40年を経て、1911年（明治44年）に設立された当組合による干拓は成功裏に終わる。5万石の大藩をもってもできなかった事業が、農民の共同体でしかない当組合によって成功したということには意義深いものがある。なお。組合設立の前年には明治43年の大水害が発生して徳川幕府や明治政府の強権のもと維持されてきた中条堤を要とする利根川の治水システムが崩壊、北側の佐原町一帯では水害の被害が深刻化していた。
当組合は耕地整理組合であり、それまでは大きさも形状もまちまちであった水田を、1反歩（10アール）の長方形に区画し直し、農業機械の導入を容易にし、併せて用水路の整備を行うことを目的として設立されたものである。横芝町横芝、同鳥喰、同上鳥喰、同下鳥喰、同鳥喰新田、同栗山、松尾町八田、同猿尾、同大堤、同田越、同祝田、同五反田、同水深、同本水深、大平村本柏、同高富、同木刀、同武野里、上堺村新島、同北清水、同屋形、蓮沼村の耕地その他2540町8反1畝12歩、国有地188町3反2畝29歩、合計2729町1反3畝1歩を一区画として組合を組織し、事業区域内に近隣の水田の灌漑に供されていた鳥喰沼があったことから沼の干拓を行い、そして灌漑のため横芝堰を改修、揚水機場を設置し用水事業も行った。1911年（明治44年）12月22日設立、工事に着手したのは1912年（明治45年）3月2日である。
汽罐の種類 ランカシャー型 2臺
- 罐胴の徑 6尺6寸
- 罐胴の全長 27尺
- 觸火面積 450
- 火爐面積 30平方尺
- 常用汽壓 110封度

汽機の種類 横置タンヂム複式凝縮機関
- 汽筒の徑 高壓17吋 低壓28吋
- 1分間の回轉數 200回
- 圖示馬力 350馬力

喞筒の種類 井口式渦巻喞筒
- 吸込の種類 ダブルサクション
- 口徑 30吋
- 揚水管徑 37.5吋
- 1分間の回轉數 200回
- 揚程（干拓時） 20尺
- 揚水量（干拓時）1分間に付き 4490立法尺

- 揚程（灌漑） 19尺9寸乃至21尺3寸
- 揚水量（灌漑） 毎秒 50立法尺前後、2臺運轉の場合は 75立法尺

はじめ、蒸気機関と揚水ポンプにより鳥喰沼の水を栗山川に排出して干拓を行い、1913年（大正2年）からは事業区域の水田の灌漑に供された。最近の高級乗用車にも劣る350馬力のエンジンによる揚水であったが、それでも効果は絶大であった。1913年（大正2年）と1914年（大正3年）の両年の旱魃は近年稀なものであり郡の内外を問わず被害を被ったが、当組合の地域は灌漑によって被害を免れた。1913年（大正2年）の減収を免れた額を概算すると11万7千684円となり、揚水機の設備費4万8千987円42銭と大正2年の経常費7千971円36銭を差し引いても、6万725円22銭の利益が得られたことになり、早くもその威力を発揮した。

## 栗山川疏水
機械化の恩恵に浴した郡東部とは裏腹に、地引網漁で活況を呈していた南部は逆であった。地引網漁の網舟ように、波をかいくぐり沖合いに出、漁を終えたあと人手によって砂浜の奥まで引き上げられるような小型船は、安全性は高いがエンジンを搭載することはできず、海上郡や夷隅郡の漁港から出漁する揚繰網を備えた動力船に太刀打ちできるものではなかった。良港に恵まれない南部の地域の漁業の衰退はおおうべくもなく、漁業から農業への転換が進められた。大きな川が無く水に恵まれなかったため漁業よって発展した南部の地域が、大きな川が無く良港に恵まれないことから農業への転換を余儀なくされたのであるから、水不足は深刻であった。
また、北部の佐原町一帯では水害が激化しており、加えて1942年（昭和17年）には食糧管理制度が設けられるなど、太平洋戦争の戦時体制下食料事情が悪化がしていたこともあり、1943年（昭和18年）に戦時の食料増産計画の一環として、用水不足解消と排水の改良を同時に考えた、利根川の水を栗山川に引き込む両総用水事業が計画された。栗山川の水を利用していた当組合にとっては分担金の負担が増すだけで迷惑な計画であったが、戦時中のことであり昭和天皇のお声ががりということもあって、異論を差し挟むことは許されなかった。太平洋戦争の激化による一時中断を経て、1947年（昭和22年）両総用水の工事が再開される。耕地整理法の廃止と土地改良法の施行にともない、当組合は1951年（昭和26年）に山武郡東部土地改良区と改称した。1958年（昭和33年）には両総用水の工事の進捗により、塩分を含んだ利根川の水が栗山川に引き込まれた昭和33年塩害により多大な被害を被る。
1965年（昭和40年）に両総用水が竣工。両総用水のトンネルやサイホンには銘盤が刻まれていて、その揮毫者は農林大臣や国会議員、農林省関係の官僚や技師、関係地域の市町村長、役場や土地改良区の職員、工事を担当した建設会社、工事担当者、はては詩人にいたるまで多士済済にわたっているが、幹線の通っている多古町、横芝町、松尾町、成東町の関係者の名はない。
1950年（昭和25年）には大利根用水が竣工しており、塩害防止を目的とした常陸川水門が1963年（昭和38年）に、また利根川河口堰も1971年（昭和46年）に竣工し、ようやく九十九里平野に安定した農業用水が供給されるようになった。田植えなどの必要な時には大量の水を供給し、収穫後は排水して乾田化することにより、大型のコンバインやトラクターを導入しての機械化が可能になったのである。米食悲願民族といわれる日本人にとって、米を主食とすることは有史以来の悲願であったが、米の自給が実現でき、米が実際に主食となった時代である。しかし、1970年（昭和45年）には減反政策がとられ転作が進められた。九十九里平野の水田稲作中心の農業は他の作物への転作は容易ではなかったが、生鮮野菜の栽培などの他、観光産業への転換も図られた。余剰となった利根川の水は、栗山川部分を共用する房総導水路により江戸川東岸から南房総に至る地域に給水され房総半島を潤している。
2013年（平成25年）、山武郡東部土地改良区は両総土地改良区に吸収合併され、山武郡東部連合耕地整理組合設立以来100年の歴史を閉じた。だが、老朽化により改修されているものの揚水機場、用水路とも今なお健在である。、

## 付記
農林水産省のホームページ、あるいは図誌や地名辞典など、いずれにも当組合についての言及はなく、大利根用水と両総用水以前の九十九里平野の農業の惨状を記し公共事業の成果を強調している。昭和戦前の軍国主義の時代や戦後の成長最優先の時代を経て歴史から消されてしまっているが、大正時代に刊行された『山武郡郷土誌』の復刻版発行によって、その一端をうかがい知ることができる。